# Janina Jasnowska

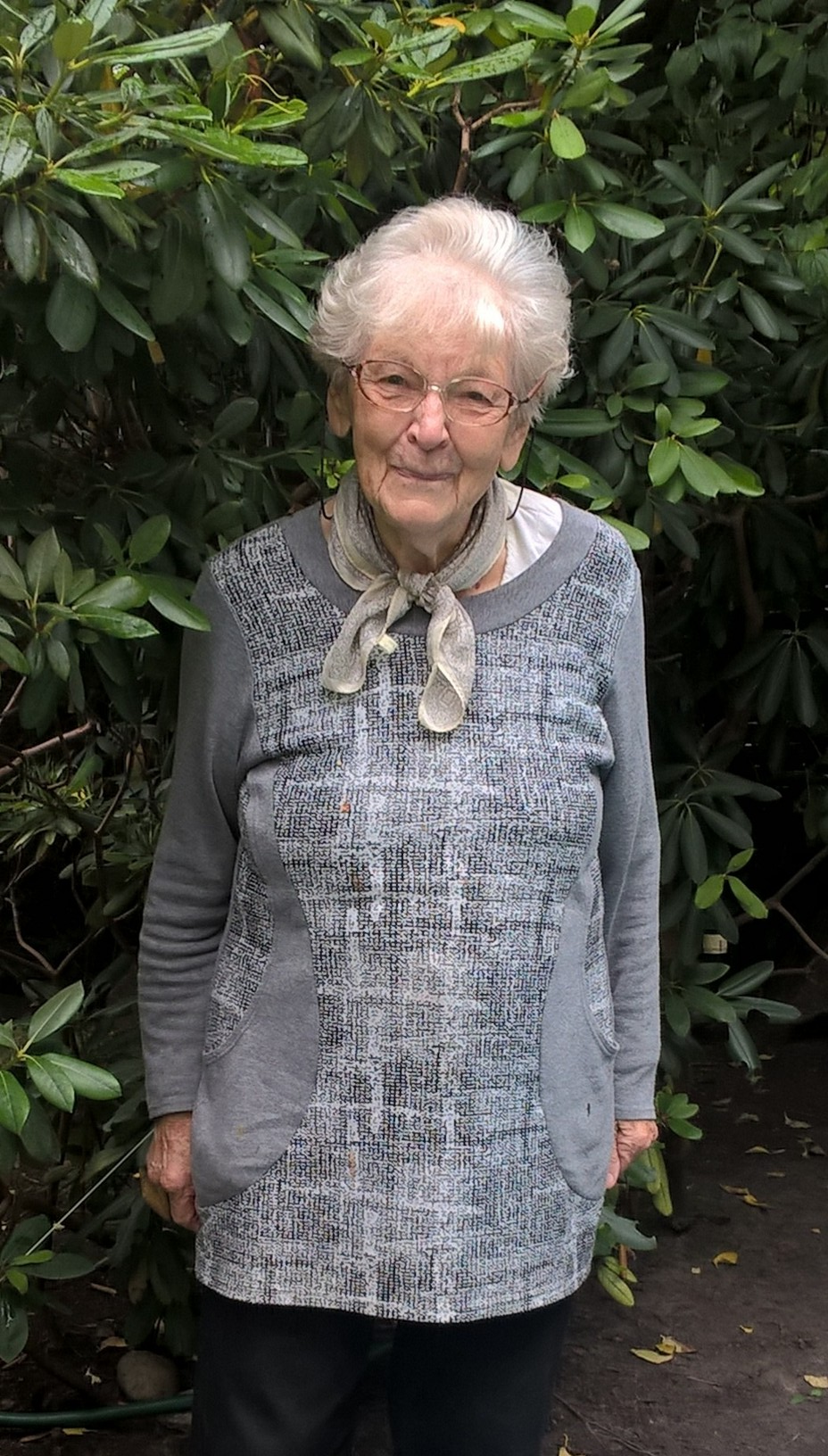
Janina Jasnowska, rok 2017

Janina Jasnowska (ur. 18 grudnia 1925 w Nisku, zm. 22 listopada 2021 w Szczecinie) – polska profesor nauk przyrodniczych w zakresie geobotaniki, fitosocjologii i ekologii torfowisk, nauczyciel akademicki.

## Życiorys
Córka Jana Radomskiego. Szkołę powszechną w Brześciu nad Bugiem ukończyła w 1938 i rozpoczęła naukę w Gimnazjum i Liceum im. Króla Stanisława Leszczyńskiego w Ostrołęce. Podczas II wojny światowej uczyła się w tym liceum działającym pod kryptonimem GOLESIN. Pełniła tam funkcję sekretarki i łączniczki z tajnymi władzami Kuratorium Warszawskiego. Maturę zdała w czerwcu 1944 roku w tajnym XVI Gimnazjum i Liceum im. Aleksandry Piłsudskiej w Warszawie. Po wyzwoleniu była nauczycielką w szkole powszechnej w Jarnutach koło Ostrołęki, a następnie w Czarnolesiu koło Kamiennej Góry. Studia wyższe odbyła w latach 1946–1951 na Wydziale Nauk Przyrodniczych Uniwersytetu i Politechniki we Wrocławiu, uzyskując stopień magistra filozofii w zakresie botaniki (1950). Podczas studiów pracowała w Katedrze Botaniki Wydziału Rolniczego tej Uczelni pod kierunkiem profesora Stanisława Tołpy, przechodząc w ciągu 10 lat kolejne szczeble zawodowe, od demonstratora do adiunkta. W 1955 roku, wraz z mężem Mieczysławem Jasnowskim, przeniosła się do nowo utworzonej Wyższej Szkoły Rolniczej w Szczecinie, do Katedry Botaniki kierowanej wówczas przez profesora Stefan Kownasa. W Katedrze Botaniki pracowała jako adiunkt (1955–1967), docent (1968–1984) i profesor (1985–1996), w latach 1990–1996 była jej kierownikiem. Przez ponad 13 lat (1968–1981) była prodziekanem Wydziału Rolniczego do Spraw Studiów Zaocznych. Wielokrotnie była wybierana do Senatu Akademii Rolniczej i działała w komisjach senackich. Na emeryturę przeszła w roku 1996, kontynuując działalność naukową i organizacyjną.
Wieloletnia członkini i Przewodnicząca Wojewódzkiej Rady Ochrony Przyrody, a następnie Regionalnej Rady Ochrony Przyrody dążąca do zrównoważonego gospodarowania zasobami przyrody. Przez wiele lat swoimi działaniami dawała przykład kreatywnej i kompromisowej współpracy pomiędzy służbami ochrony przyrody. Zjednała na rzecz ochrony przyrody wiele instytucji i osób, które aktywnie brały udział w procesie tworzenia systemu i sieci obszarów chronionych w województwie zachodniopomorskim.
Autorka ponad 150 publikacji o tematyce botanicznej i około 100 opracowań niepublikowanych, w tym ekspertyz i opinii wykonanych na potrzeby ochrony przyrody.

## Wybrane publikacje
- Roślinność torfowiska Smolniki nad Zalewem Szczecińskim. Przyr. Pol. Zach. 1958, 2, s. 123–138 (wsp. M. Jasnowski, Cz. Kwarta Cz.)
- Charakterystyka botaniczna i biologiczna kukurydzy. W: K. Ruebenbauer (red.). Kukurydza. PWRiL 1964, s. 9–28 (wsp. M. Jasnowski)
- Roślinność otwartych zbiorowisk na zachodniej krawędzi dolnej Odry. Zesz. Nauk. WSR Szczecin 1964, 17, s. 69–83, s. 85–92; s. 93–106. (wsp. J. Radomski)
- Morfogeneza i metoda określania wieku krzewów woskownicy europejskiej Myrica gale L. Zesz. Nauk. WSR Szczecin 1968, 28, Rol. 4, s. 55–77
- Wpływ zaburzeń warunków wodnych na roślinność torfowiskową w Lasach Czarnocińskich. Rozprawy WSR Szczecin 1968, 7, s. 1–68.
- Ginące torfowiska wysokie i przejściowe w pasie nadbałtyckim Polski. Ochr. Przyr. 1968, 33, s. 69–124 (wsp. M. Jasnowski, S. Markowski)
- „Wąwóz Kamieniec” – projektowany rezerwat florystyczny w powiecie szczecińskim. Chrońmy Przyr. Ojcz. 1973, 4, s. 31–37
- Najbogatsze na Pomorzu Zachodnim stanowiska storczyka błotnego Orchis palustris Jacq. nad jez. Miedwie i jez. Zaborsko w dolinie rzeki Płoni. Zesz. Nauk. AR Szczecin 1973, 39s. s. 151–165
- Zagrożone stanowiska storczyka kukawki Orchis militaris L. nad jeziorem Będzin na Pojezierzu Myśliborskim. Zesz. Nauk. AR Szczecin 1976, 53, Rol. 14, s. 85–93
- Botanika. Podręcznik do samokształcenia dla studiów zaocznych akademii rolniczych. PWN Warszawa. s. 444 (1978–1989 – 8 wydań). (wsp. J. Radomski)
- Czynniki wpływające na rozmiary słojów rocznych drewna sosny na torfowisku wysokim w zespole Vaccinio uliginosi–Pinetum. Rocz. Sekc. Dendr. 1977, 30, s. 5–33
- Kotłowe torfowiska mszarne na Pojezierzu Bytowskim. Zesz. Nauk. AR Wroc., Rol. 1981, 134s, s. 11–37 (wsp. M. Jasnowski)
- Ocena aktualnego stanu i projekt racjonalnej sieci rezerwatów przyrody w północnej części województwa gorzowskiego. W: L. Agapow, B. Wiatr (red.) Zasoby przyrody województwa gorzowskiego. Ośr. Bad. i Konsult. TWWP w Gorzowie Wlkp. 1981, s. 5–36 (wsp. M. Jasnowski)
- Rezerwat krajobrazowo–wodny „Rzeka Drawa” na Pomorzu Zachodnim. Chrońmy Przyr. Ojcz. 1982, 38, 3, s. 5–19 (wsp. M. Jasnowski)
- Najcenniejsze obiekty w rezerwacie „Rzeka Drawa” objęte ochroną ścisłą. Chrońmy Przyr. Ojcz. 1992, 38, s. 4–5, s. 5–23 (wsp. M. Jasnowski)
- Pojezierze Zachodniopomorskie. Przyroda Polska. Wiedza Powszechna, Warszawa 1982, 265 s. (wsp. M. Jasnowski)
- Szata roślinna torfowisk mszarnych na Pojezierzu Bytowskim. Zesz. Nauk. AR Szczecin. 1982, 99, Rol. Ser. Przyrod. 30, s. 23–36; s. 37–47; s. 39–57; s. 59–67. (wsp. M. Jasnowski)
- Roślinność mszarnych torfowisk wysokich z rzędu Sphagnetalia magellanici Pawł. 28 Moore 68 na Pojezierzu Bytowskim. Zesz. Nauk. AR Szczecin 104. Rol. Ser. Przyrod. 1983, 32, s. 89–100 (wsp. M. Jasnowski)
- Roślinność klasy Utricularietea intermedio–minoris Pietsch 64 torfowisk mszarnych Pojezierza Bytowskiego. Zesz. Nauk. AR Szczecin 104. Rol. Ser. Przyrod. 1983, 32, s. 101–112 (wsp. M. Jasnowski)
- Flora projektowanego Drawieńskiego Parku Narodowego i jej osobliwości. W: L. Agapow, M. Jasnowski (red.) Przyroda projektowanego Drawieńskiego Parku Narodowego. Gorzowskie Tow. Naukowe, Gorzów Wlkp. 1986, s. 25–67 (wsp. M. Jasnowski, U. Grinn, S. Friedrich)
- Roślinność rzeczna, torfowiskowa i źródliskowa projektowanego Drawieńskiego Parku Narodowego [w: L. Agapow, M. Jasnowski (red.) Przyroda projektowanego Drawieńskiego Parku Narodowego]. Gorzowskie Tow. Naukowe, Gorzów Wlkp. 1986, s. 69–94 (wsp. M. Jasnowski, S. Friedrich)
- O polsko–niemieckim projekcie wspólnego parku narodowego w dolinie dolnej Odry. Chrońmy Przyr. Ojcz. 1992, 48, 2, s. 39–51
- Przyrodnicze wartości projektowanego polsko–niemieckiego parku narodowego Dolina Dolnej Odry. Chrońmy Przyr. Ojcz.1992, 48(3), s. 42–53
- Szata roślinna rejonu Szczecina. W: J. Jasnowska (red.). Stan środowiska miasta i rejonu Szczecina: zagrożenia i ochrona. Szcz. Tow. Nauk. Szczecin 1993, s. 91–116
- Badania geobotaniczne w dolinie Rurzycy na równinie Wałeckiej. Zesz. Nauk. AR Szczecin. 155, Rol. Ser. Przyr. 1993, 54, s. 5–24; 25–44; 45–73; 74–96 (wsp. M. Jasnowski, S. Friedrich)
- Kociołki polodowcowe koło Trzcińska–Zdroju jako użytki ekologiczne. Chrońmy Przyr. Ojcz. 1993, 49, 1, s. 23–29 (wsp. M. Jasnowski, S. Friedrich, S. Markowski)
- Dolina Dolnej Odry. Monografia Parku Krajobrazowego, Szczec. Tow. Nauk. 2002, 452 s.
- Znaczenie monitorowania poziomu wód w rezerwatach torfowiskowych na przykładzie rezerwatu „Rosiczki Mirosławskie” (Pomorze Zachodnie). Chrońmy Przyr. Ojcz. 2007, 63, 5, s. 19–33 (wsp. M. Wróbel, S. Jurzyk)
- Potrzeba aktywnej ochrony siedlisk na przykładzie rezerwatu przyrody „Białodrzew Kopicki” w województwie zachodniopomorskim. Chrońmy Przyr. Ojcz. 2008, 64, 4, s. 45–58 (wsp. M. Wróbel, S. Jurzyk)
- Rozwój ochrony przyrody po 1945 r.. W: Eichstadt (red.): Historia ochrony przyrody na Pomorzu od zarania dziejów po dzień dzisiejszy. Steffen Verl. 2008, s. 133–145.
- Wilgotne wrzosowiska atlantyckie z Erica tetralix i suche wrzosowiska z Calluna vulgaris w ostojach Natura 2000 na Pomorzu Zachodnim. Ogród Dendrologiczny w Przelewicach 2011, 2, s. 25–32.

## Odznaczenia i nagrody
- Krzyż Komandorski Orderu Odrodzenia Polski (2003)[7]
- Krzyż Oficerski Orderu Odrodzenia Polski (1996)[8]
- Krzyż Kawalerski Orderu Odrodzenia Polski (1987)
- Złoty Krzyż Zasługi (1971)
- Odznaka tytułu honorowego „Zasłużony Nauczyciel Polskiej Rzeczypospolitej Ludowej” (1987)
- Medal 10-lecia Polski Ludowej (1955)[9]
- Medal Komisji Edukacji Narodowej (1975)
- Odznaka Honorowa Gryfa Pomorskiego
- Nagroda indywidualna II stopnia Ministra Szkolnictwa Wyższego (1968)
- Nagroda indywidualna I stopnia Ministra Szkolnictwa Wyższego (1981)
- Nagroda zespołowa III stopnia Ministra Szkolnictwa Wyższego (1965)
- Nagroda zespołowa I stopnia Ministra Szkolnictwa Wyższego (1976 i 1994)
- Nagroda zespołowa Ministra Rolnictwa (1973)
- Nagroda zespołowa Prezesa Radia i Telewizji (1974)
- Niemiecka Nagroda Kultury[10] (1990)

## Upamiętnienie
- Rezerwat przyrody Kamienieckie Wąwozy im. prof. Janiny Jasnowskiej
- Rezerwat przyrody Czarnocin im. prof. Janiny Jasnowskiej[5].